# Hymenophyllum todjambuense
Hymenophyllum todjambuense är en hinnbräkenväxtart som beskrevs av Kjellb. Hymenophyllum todjambuense ingår i släktet Hymenophyllum och familjen Hymenophyllaceae. Inga underarter finns listade.